# Fábrica de Ferrari

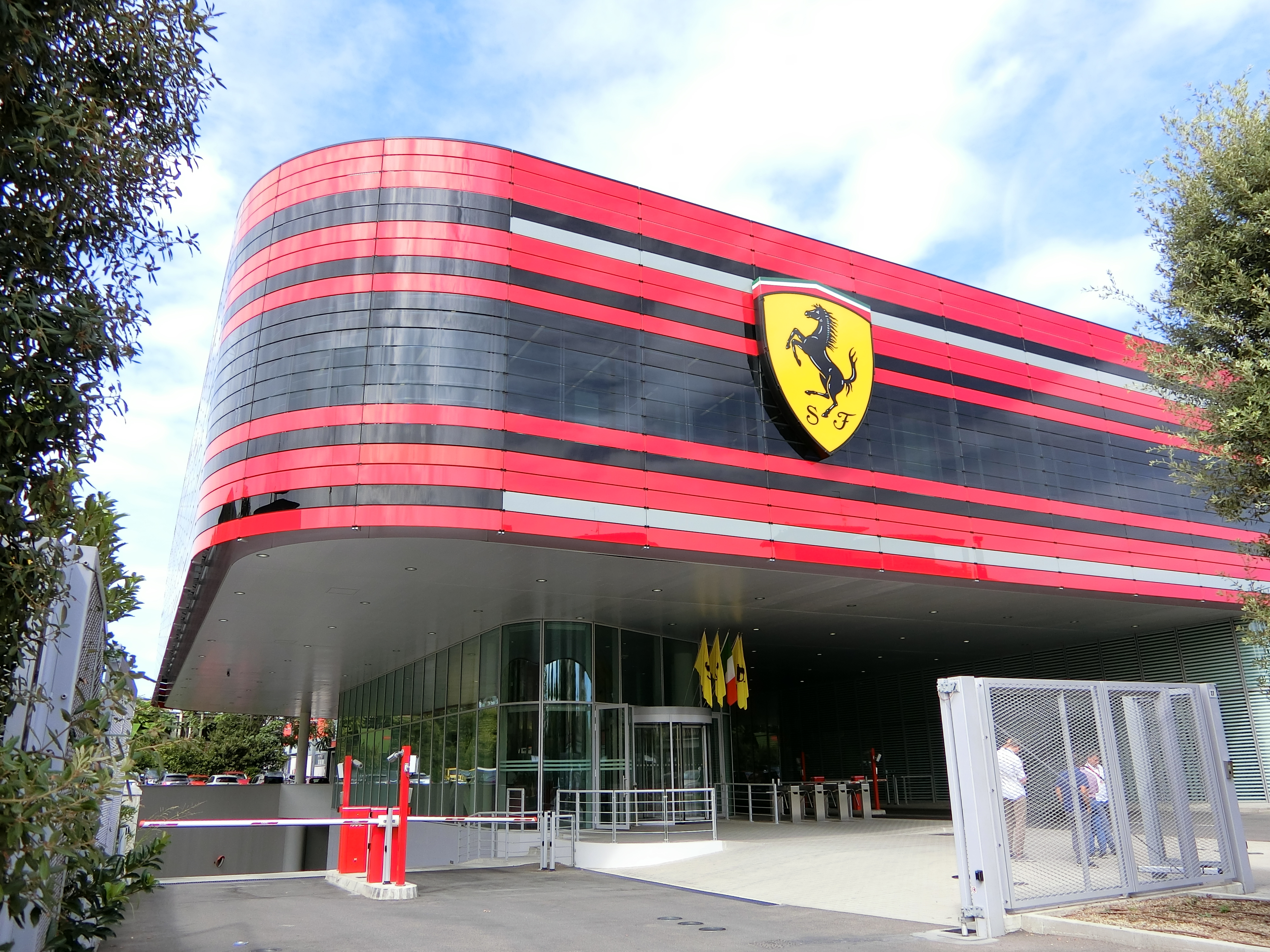
Fábrica de Ferrari

Diseñada en 2006 y construido en 2009, la ampliación del recinto de Ferrari en Maranello fue diseñada por el arquitecto Ateliers Jean Nouvel. La nueva fábrica incluye una nueva instalación de ensamblaje, salas de exhibición, oficinas y espacios comerciales, que están unificados bajo un gran techo con persianas.

## Características
La ampliación se ubica en la parte histórica del recinto. Si bien los edificios existentes permanecen intactos en su mayor parte, sus fachadas están revestidas con paneles rojos reflectantes donde el nuevo edificio limita con ellos. Además, la fachada existente de la fábrica histórica de Ferrari está revestida con láminas de acero rojas reflectantes. Los principales materiales que se utilizan para el exterior de los nuevos edificios son acero inoxidable con acabado de espejo, vidrio y paneles de acero pintado de rojo. Los módulos de vidrio están compuestos por un vidrio reflectante para aproximarse al acero espejado, así como para controlar la penetración solar.
El techo está hecho de láminas de acero inoxidable espejadas que se colocan en un ángulo con respecto al plano del techo y reflejan la luz y las imágenes del cielo en los espacios debajo.
Una serie de jardines se encuentran dentro y alrededor de los edificios del complejo. Estos están pensados como espacios de circulación y recreación.
En los últimos años se han agregado al complejo varios otros edificios nuevos de arquitectos notables, como el túnel de viento Ferrari, diseñado por Renzo Piano y un edificio de oficinas diseñado por Massimiliano Fuksas.